# 1045 Michela
1045 Michela är en asteroid i huvudbältet som upptäcktes den 19 november 1924 av den belgisk-amerikanske astronomen George Van Biesbroeck. Dess preliminära beteckning var 1924 TR. Asteroiden namngavs senare efter upptäckarens dotter, Micheline van Biesbroeck.
Michelas senaste periheliepassage skedde den 6 november 2022.